# ジョン・バセット・ムーア
ジョン・バセット・ムーア（John Bassett Moore, 1860年12月3日 - 1947年11月12日）は、アメリカ合衆国の政治家、外交官、法学者、裁判官である。合衆国における国際法の権威として知られ、ハーグの常設仲裁裁判所および常設国際司法裁判所で裁判官を務めた。

## 生い立ちと教育
ムーアは1860年12月3日、デラウェア州スミュルナにおいて、ジョン・A・ムーアとマーサ・A・ファーガソン夫妻の息子として誕生した。1880年にバージニア大学を卒業し、1883年にはデラウェア州で弁護士資格を取得した。その後、デラウェア州ウィルミントンで弁護士として活動した。

## 政府でのキャリアと学術活動
ムーアは1885年から1886年まで国務省で法務書記を務めた。続いて1886年から1891年まで第三国務次官補として職務にあたった。この間、1887年のサモア問題に関する会議と1888年の漁業問題に関する会議で主事を務めている。1891年にはコロンビア大学で国際法の初代正教授に就任し、1924年まで教鞭を執った。
1898年4月から9月にかけては国務次官補を務め、米西戦争終結後には、合衆国の和平委員会で主事を務め、フランスのパリにおいてスペインとの講和交渉に携わった。

## 国際的な役割
ムーアは国際舞台で多岐にわたる重要な役割を果たした。1904年には合衆国とドミニカ共和国との間の仲裁裁判所に合衆国代理人として出席している。1910年にはアルゼンチンのブエノスアイレスで開催された第4回パン・アメリカ会議に合衆国代表として参加した。同年、チリ建国100周年記念祭典には合衆国の特別全権公使として参加した。また、1912年にはブラジルのリオデジャネイロ市で開催された国際法律家委員会に合衆国代表として出席した。
ムーアは1912年から1938年までオランダのハーグで常設仲裁裁判所の裁判官を務めた。さらに、1921年から1928年まで常設国際司法裁判所の裁判官も務めている。彼は国際法の発展に大きく貢献し、中立主義の堅固な提唱者であった。第一次世界大戦後の同盟システムは、戦争を世界規模の紛争に拡大させる傾向があると考えていた。

## 主な著作
ムーアは国際法に関する多くの著作を発表している。
- Reports on Extraterritorial Crime (1887年)
- Extradition and Interstate Rendition (2巻, 1891年)
- American Notes on the Conflict of Laws (1896年)
- History and Digest of International Arbitrations (6巻, 1898年)
- American Diplomacy (1905年)
- Digest of International Law (8巻, 1906年)
- Works of James Buchanan (12巻, 1909-11年, 1960年再版)
- Four Phases of American Development (1912年)
- International Law and Some Current Illusions (1924年)
- The Permanent Court of International Justice (1924年)
- International Adjudications, Ancient and Modern (8巻, 1937年)
- Collected Papers (7巻, 1945年)